# Серово (Санкт-Петербург)

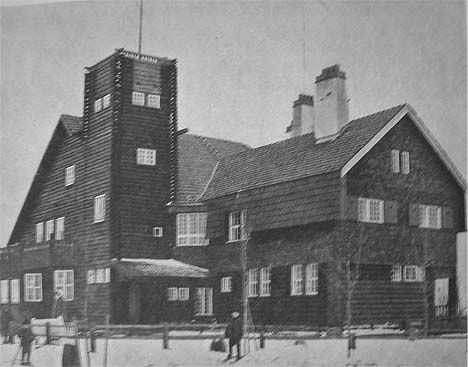
Дача Леонида Андреева, 1912 (не сохранилась)

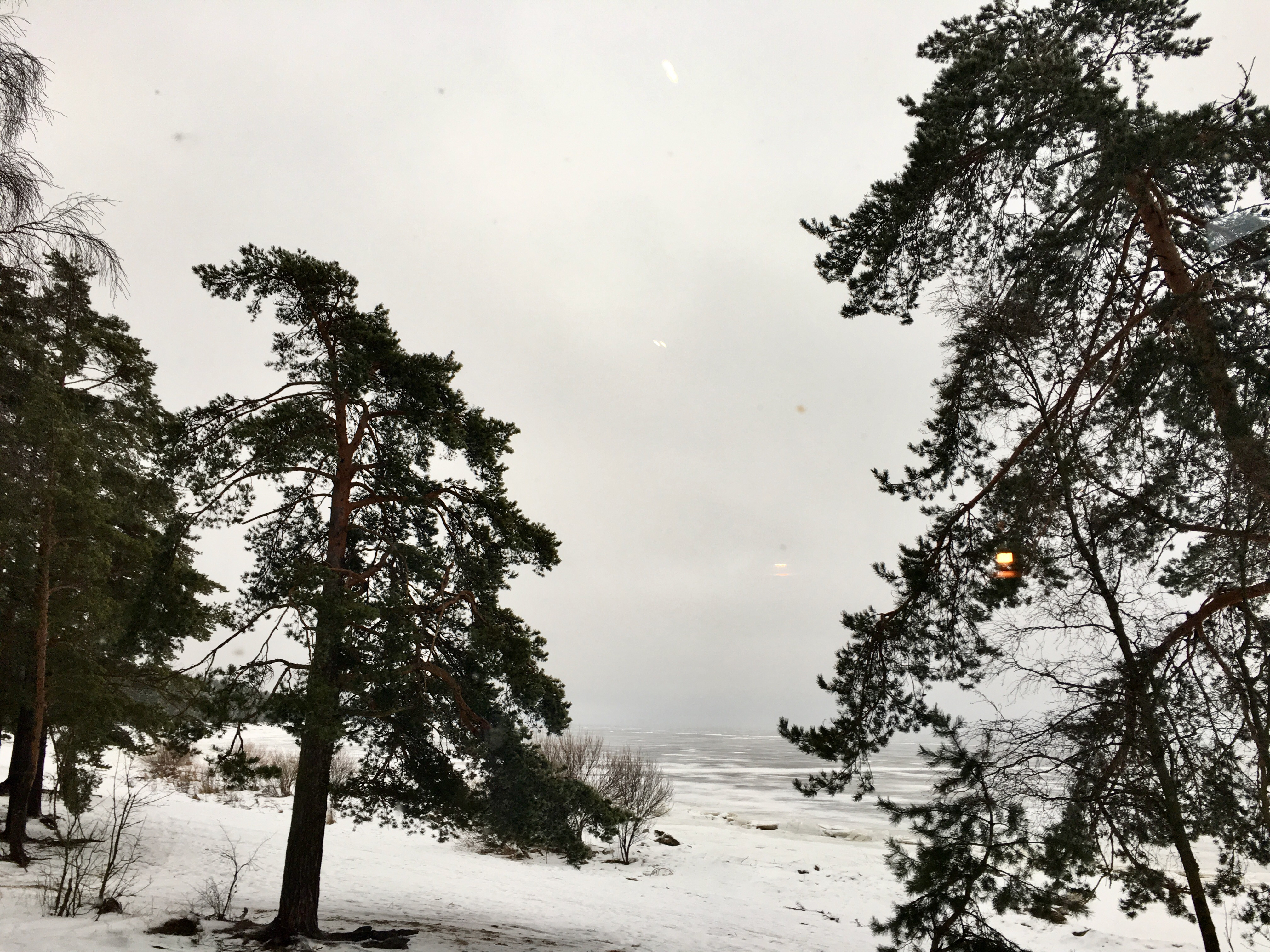
Финский залив Серово

Серо́во (до 1948 г. Ва́ммелсуу, фин. Vammelsuu) — посёлок, внутригородское муниципальное образование в составе Курортного района города федерального значения Санкт-Петербурга. Численность населения по переписи 2010 года 280 чел. Расположен на берегу реки Чёрной. В границы муниципального образования Серово включён посёлок Сосновая Поляна (ранее Ванхасаха, фин. Vanhasaha — «старая лесопилка»), расположенный в направлении Линдуловской рощи.

## Историческая справка[3]
В старинных налоговых книгах уезда Эврепя повествуется о расположенном в волости Уусукиркко бревенчатом укреплении, близ которого находилась лососёвая коптильня. Первое упоминание о поместье Ваммелсуу в 1562 году, в связи с назначением фогта Йонса Гоя Гая. Это поместье стояло поблизости от указанного укрепления и коптильни. Их месторасположением было устье реки Ваммелъйоки (современная Чёрная речка), и означает «устье (реки) Ваммел». Что означает слово «Ваммел» неизвестно, но предполагают, что это слово древнешведское или древненорвежское, и принесено в Карелию скандинавами. В древности по реке Ваммелъйоки проходил важный торговый путь, по которому можно было достигнуть центральной точки шведской Карелии — прихода Муолаа. Девять километров течения реки от истоков до впадения в Финский залив шведы назвали «Путём святой Бригитты», а в устье стоял деревянный замок с отрядом из 40 рыцарей и 60 кнехтов (рабов).
Когда Финляндия являлась шведской провинцией, окраинные приграничные деревни, к которым относилась и Ваммелсуу, подвергаясь разорительным войнам, нередко теряли своих жителей, а на старые пепелища приходили крестьяне из соседних селений. В мирные периоды численность населения постепенно восстанавливалась. Так было и в период Северной войны, когда жители шведской Карелии оказались подданными российской короны.
В начале XX века деревня Ваммелсуу была популярна среди дачников из Петербурга. Первые особняки были построены именитыми вельможами, которых представляли граф Шереметев[какой?] и Анатолий Демидов. Усадьбы украшались парками устроенными на европейский манер. Все дачи строились по проектам известных столичных архитекторов в стиле северного модерна в окружении соснового леса с видами на море, что придавало им игрушечный, идиллический колорит. Многие местные жители нанимались прислугой к русским господам, получая за это хорошее жалованье. Наивысшего подъёма курортная жизнь достигла в период с 1907 по 1914 год, когда местные жители стали активно сдавать в аренду свои собственные дома для приезжавших провести летний отдых петербуржцев. В Ваммелсуу на берегу реки Ваммелъйоки стояла дача «Аванс» писателя Леонида Андреева.
С началом Первой мировой войны дачная жизнь на побережье стала затихать. В Ваммелсуу появились солдаты, берег опустел. Русская революция и Гражданская война привели к закрытию границы. Только в редких дачах продолжали жить их хозяева. В бесхозных особняках в апреле—мае 1918 года стали хозяйничать немецкие солдаты и офицеры. Оставшиеся в Финляндии русское население оказалось на ином положении, чем ранее. После 1918 года роли слуг и хозяев поменялись, начался геноцид русского населения. Некоторые хозяева дач, которые были интеллигентными и образованными людьми стали заниматься чем попало, что бы прокормить себя и свои семьи. Некоторые занялись огородничеством. Но многие влачили нищенское существование. Русские оказалась на правах людей третьего сорта. В первые годы после революции местное население жило за счёт воровства, они разбирали бесхозные дачи и перевозили их в другие места. А так же разворовывали материальные ценности из дач, мебель и хозяйственный инвентарь. Затем приступили к распашке чужих земель. Постепенно сельское хозяйство пошло в рост. В 1927 году территория деревни Ваммелсуу увеличилась за счёт включения в её состав западной части посёлка Тюрисевя, восточная часть которого отошла к волости Териоки.
Когда в 1920 году по Тартускому договору была установлена непроницаемая граница с Советской Россией, рыбаки лишились лучших мест своих предков, рыболовства на Финском заливе. Ранней весной 1936 года красные пограничники на аэросанях окружили группу финских рыбаков количеством свыше 40 человек. Их отправили в Ленинград, а после допросов и попыток вербовки вернули обратно в Финляндию. Но несмотря на угрозу быть схваченными, рыбаки продолжали заниматься браконьерством.
В 1939 году в Ваммелсуу было 116 дворов. Советско-финляндская война заставила жителей покинуть родные места. 2 декабря две советские роты при поддержке танков, авиации и артиллерии преодолели реку и прорвали финскую оборону в районе церкви в Мариоках. Три подбитых танка остались стоять у берега. Группировка «Уусикиркко», оборонявшая этот рубеж, начала отходить на промежуточные позиции, но затем вернулась к месту прорыва в Ваммелсуу, и никого там не встретила. Во время боёв деревня частично сгорела. Летом 1940 года там разместились советские переселенцы, сил которых для восстановления разрушений было недостаточно. В конце августа 1941 года в посёлок вошли финские войска, там оставался 51 дом и такое же количество зданий оказалось полностью уничтожено. С 1942 по 1944 годы проводились строительные работы по возведению линии ВТ обороны Маннергейма. Гранитные сколы противотанковых надолбов начинаются непосредственно от воды Финского залива и, пересекая шоссе, огибают высокий береговой уступ, в вершину которого врезаны железобетонные бункеры и убежища. Цена этих работ — несколько дней задержки советских войск в июне 1944 года.
В 1948 году деревня переименована в Серово, в честь Героя Советского Союза, лётчика, старшего лейтенанта Владимира Серова, погибшего в воздушном бою в ходе выборгской наступательной операции 26 июня 1944 года.

### Сосновая Поляна — Ванхасаха
До войны этот населённый пункт являлся частью деревни Метсякюля, ныне Молодёжное. В отличие от прибрежной части, население которой в основном составляли рыбаки, жители этого селения по преимуществу занимались сельскохозяйственным трудом. Местные крестьяне прежде имели маленькие, площадью всего в несколько гектаров, возделываемые участки. Только в начале 1930-х годов некоторые крестьяне купили часть государственного леса и за счёт новых раскорчёванных земель увеличили свои посевные площади. На полях выращивали главным образом рожь, овёс, ячмень, картофель и кормовые культуры. Почти в каждой семье держали коров, продавая молоко дачникам, в пансионаты или сдавая заготовителям. Маслобойного завода, также как и своего магазина в деревне не было.
В давние времена в деревне Ванхасаха уроженцы Германии братья Фриц и Карл Нэббе основали бумагоделательную фабрику. Вскоре она погибла и на её месте затем построили мельницу. Следующий владелец разобрал мельницу, собираясь соорудить вместо неё электростанцию, но замысел так и остался не реализованным. Название Ванхасаха переводится на русский как «Старая лесопилка» видимо оттого, что в XVIII веке в этом местечке по высочайшему повелению русского монарха была построена лесопилка, продукция которой шла на строительство новой российской столицы. Местным крестьянам было приказано поставлять брёвна на эту лесопилку в количестве пропорциональном площади своих участков. До 1939 года сохранялось в памяти населения старинное название излюбленного места купания — «фабричный плац» где когда-то располагался склад пиломатериалов.
Ещё до революции на краю деревни было построено русское богоугодное попечительское заведение — приют для детей с отставанием умственного развития. На территории приюта располагался учебный корпус, жилые помещения для обитателей богадельни и персонала, конюшня, скотный двор, вместительные погреба, баня, прачечная, кузница и другие хозяйственные постройки. В первые годы финляндской независимости приют перешёл в разряд сиротского дома, а затем на его базе создали ремесленное училище, в котором работало много преподавателей, съехавшихся с различных концов Финляндии. Обучались металлообработке, столярному и плотницкому делу, ведению сельского хозяйства. Девочки учились домоводству, шитью и рукоделию. Это позволяло жить натуральным хозяйством. В свободное время помимо игр и забав молодёжь увлекалась спортом. Училище поддерживало спортивные отношения с отделением шюцкора деревни Райвола.
Было несколько русских дач. Из них выделялось имение уроженца Эстонии, художника Арника Вулина. На рубеже веков он приобрёл большой участок земли на берегу реки Ваммелъйоки и разбил там парк с системой искусственных прудов и островами, фонтанами и фантастическими скульптурами. Сообщение с островами было на маленьких цепных паромчиках. В прудах плавали золотые караси. Вокруг парка была красивая ограда, с художественными воротами и калитками. На крутых подъёмах были лестницы с художественно оформленными площадками для отдыха. Главной достопримечательностью парка был «Храм Перуна». В это святилище вёл изогнутый с декорированными под камень перилами коридор, а внутри храма внимание посетителя приковывал вогнутый фиолетовый купол звёздного небосвода. В имение были кроме виллы ещё одна дача, сауна, хозяйственные постройки и большой каменный погреб. Во всех зданиях и на огороде был водопровод по деревянным трубам. Во время революции хозяин покинул навсегда своё имение, в котором поселились две финские семьи.
К 1939 году в деревне было 50 домов. Во время войн здесь шли ожесточённые бои с большими жертвами, похороненными в братской могиле у дороги. В 1948 году деревня была переименована и стала называться «Сосновая Поляна».

## Описание границ посёлка Серово
Граница муниципального образования посёлок Серово Курортного района Санкт-Петербурга проходит: от точки пересечения уреза воды берега Финского залива с Чёрной речкой по оси Чёрной речки до Приморского направления железной дороги, далее на запад по северной стороне полосы отвода Приморского направления железной дороги до Средневыборгского шоссе, далее на северо-запад по оси Средневыборгского шоссе до границы с Выборгским районом Ленинградской области. Далее граница идёт от Средневыборгского шоссе на северо-восток по западной границе Молодёжного лесничества Курортного парклесхоза до реки Гладышевки и проходит по ней на юго-восток 300 м по правому берегу и 500 м по левому берегу, далее идёт на северо-восток по южной границе Линдуловского лесничества, огибая территорию санатория с северной и с восточной сторон, включая его в границы Санкт-Петербурга. Далее граница идёт на юг вдоль западной границы заказника «Линдуловская роща» и затем следует на восток по северной границе Молодёжного лесничества (кварталы 2, 3, 4, 5) до Рощинского шоссе. Далее граница идёт на юго-запад по оси Рощинского шоссе, пересекая Приморское направление железной дороги, до Лесной улицы, далее на юго-восток по оси Лесной улицы до улицы Олега Кошевого, далее на юг по оси улицы Олега Кошевого до Приморского шоссе, далее на восток 80 м по оси Приморского шоссе до восточной границы территории детского сада Адмиралтейского района, далее по восточной границе территории детского сада до уреза воды берега Финского залива и далее на запад по урезу воды берега Финского залива до пересечения с осью Чёрной речки.

## Население
| 2002 | 2010 | 2012 | 2013 | 2014 | 2015 | 2016 |
| ---- | ---- | ---- | ---- | ---- | ---- | ---- |
| 252  | ↗280 | ↗282 | ↘280 | ↘276 | ↘273 | ↘272 |
| 2017 | 2018 | 2019 | 2020 | 2021 | 2023 | 2025 |
| ↗274 | ↗279 | ↘277 | ↗281 | ↗326 | ↘314 | ↘301 |

## Улично-дорожная сеть

### Улицы
- Лагерная улица
- Лесная улица
- Набережная улица
- улица Олега Кошевого

### Переулки
- Луговой переулок

### Шоссе
- Приморское шоссе
- Рощинское шоссе
- Средневыборгское шоссе

### Дороги
- Линдуловская дорога

## Фотографии

Фотографии на границах муниципального образования посёлок Серово
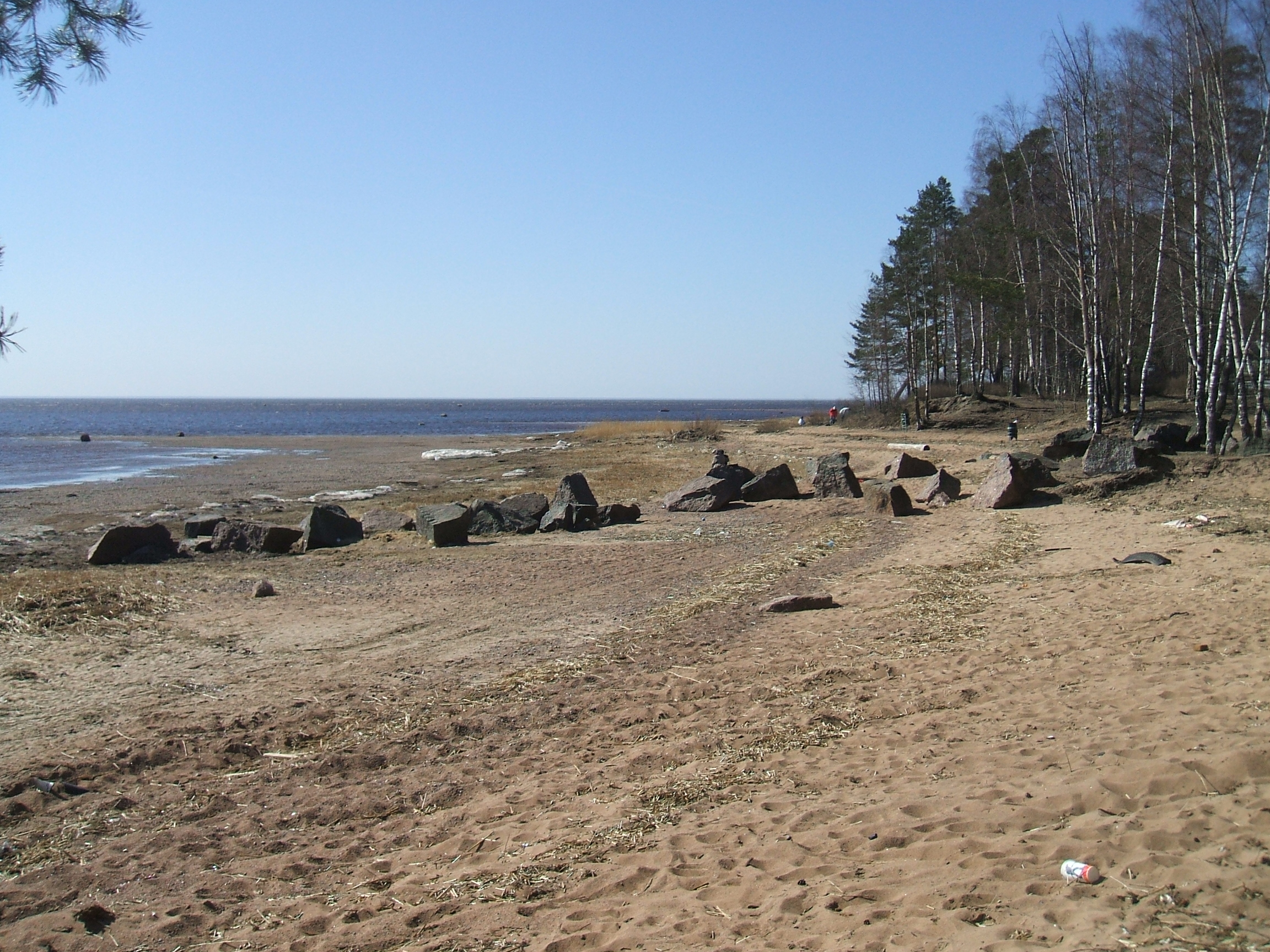
Линия VT
Его именем назван посёлок
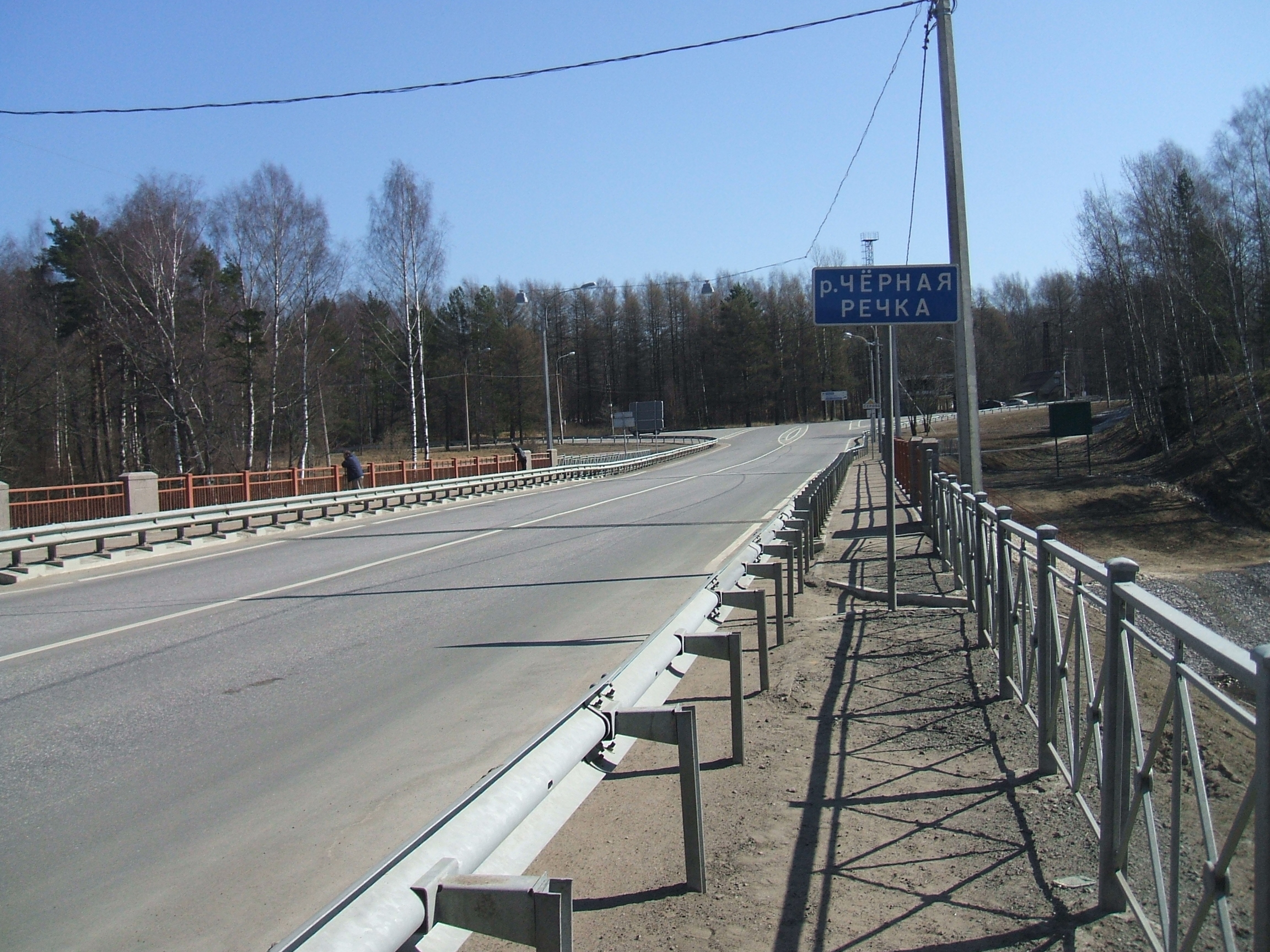
Приморское и Рощинское шоссе
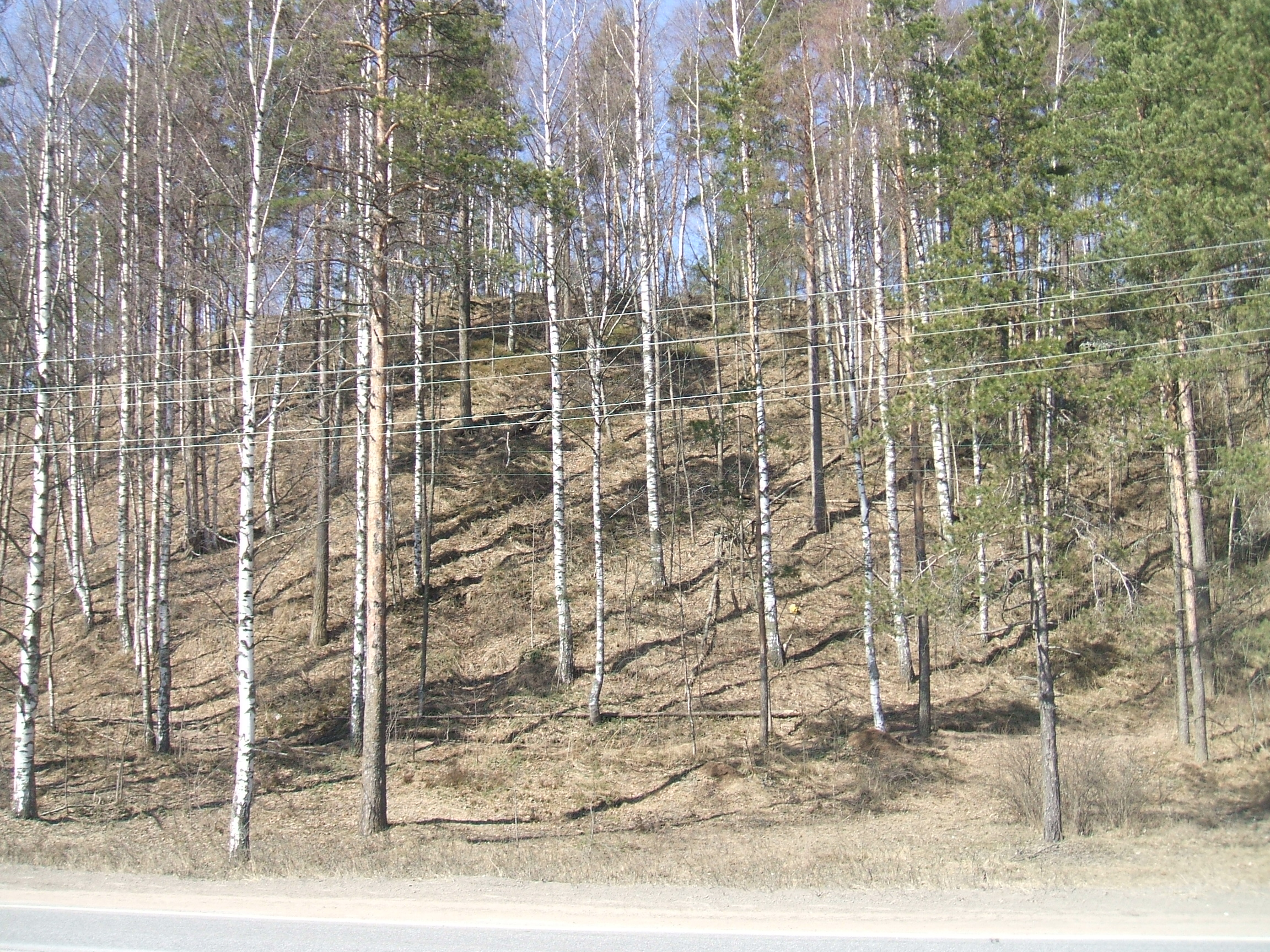
Литориновый уступ
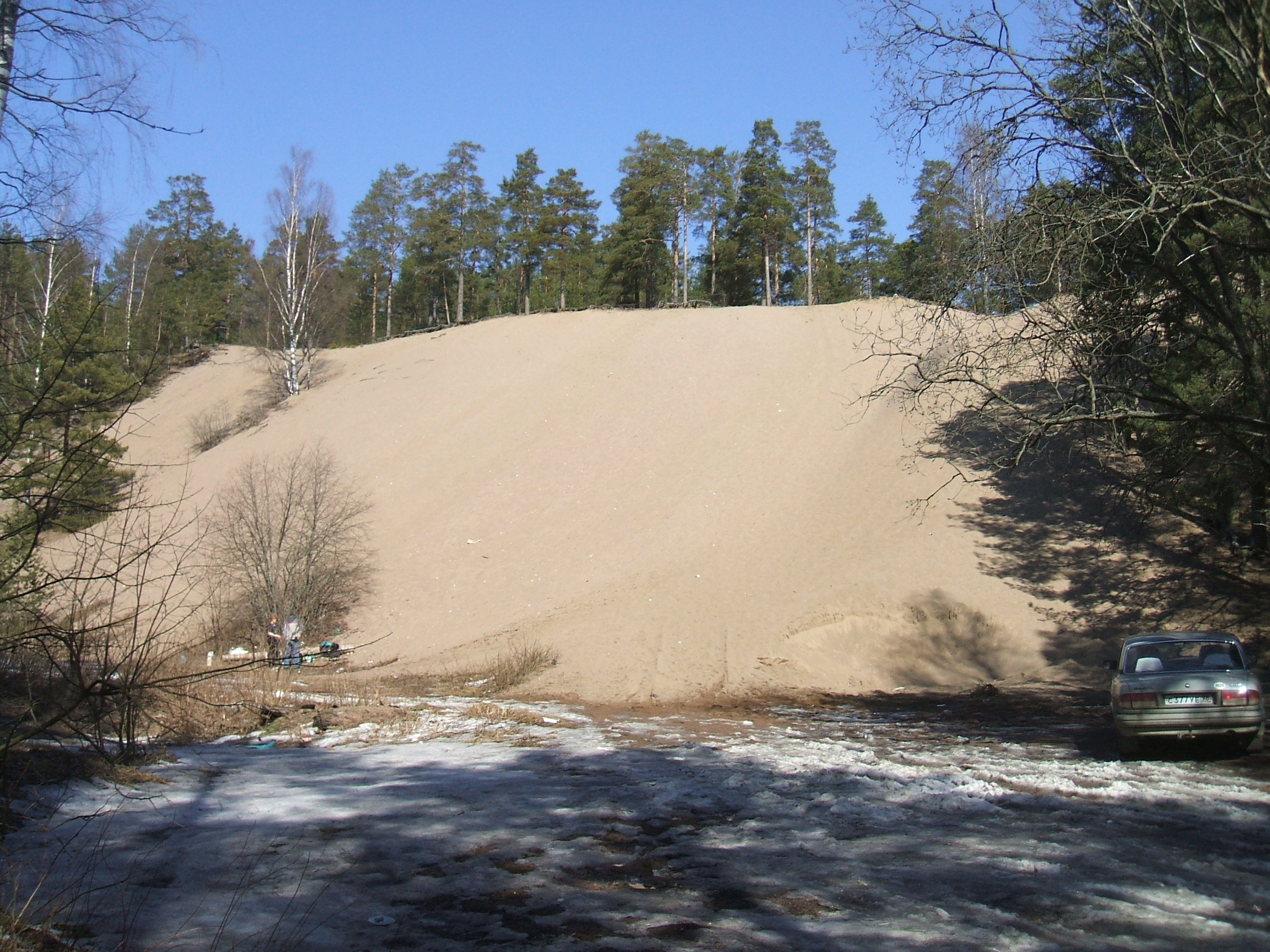
Гора смерти
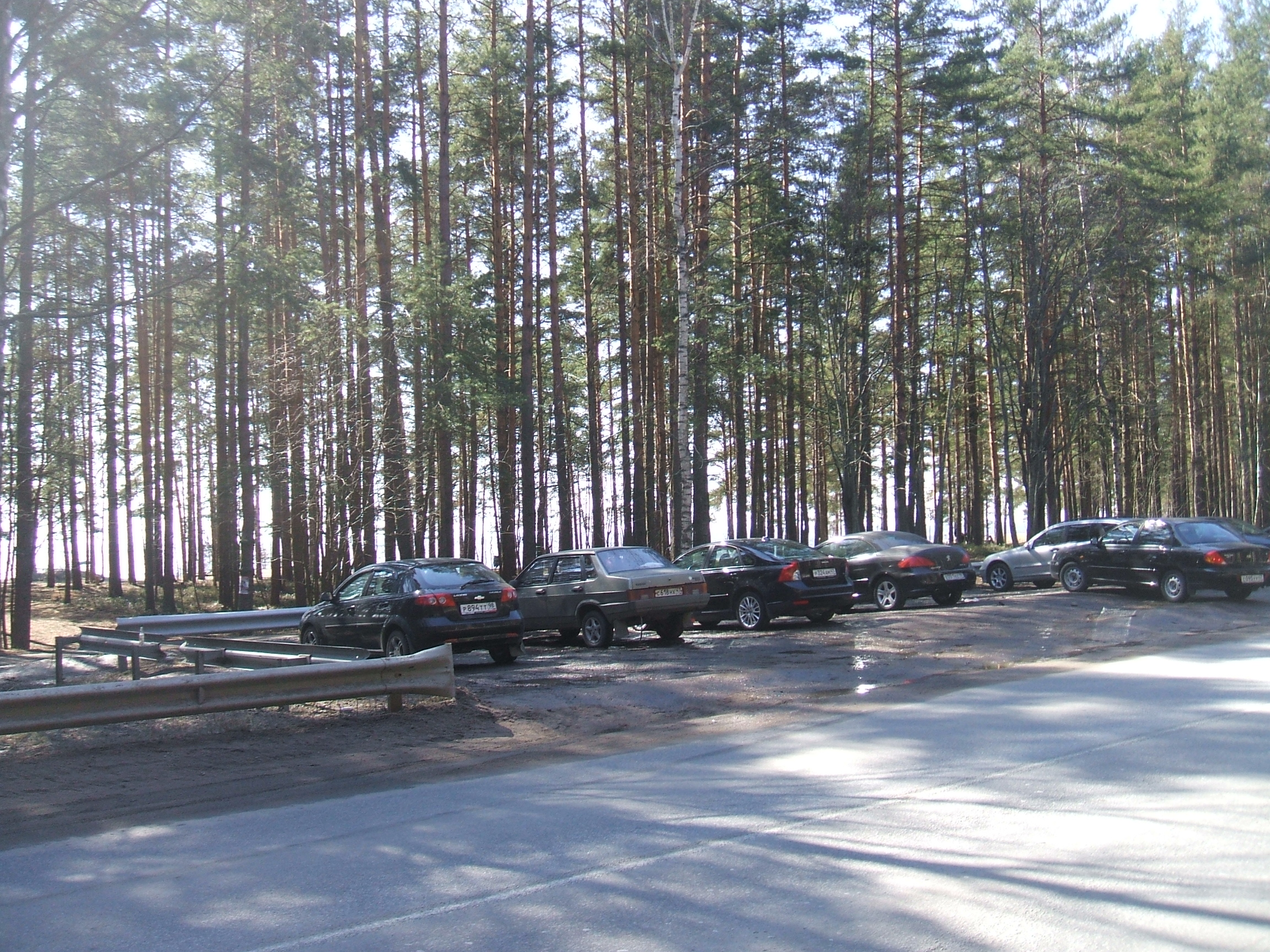
Финский залив
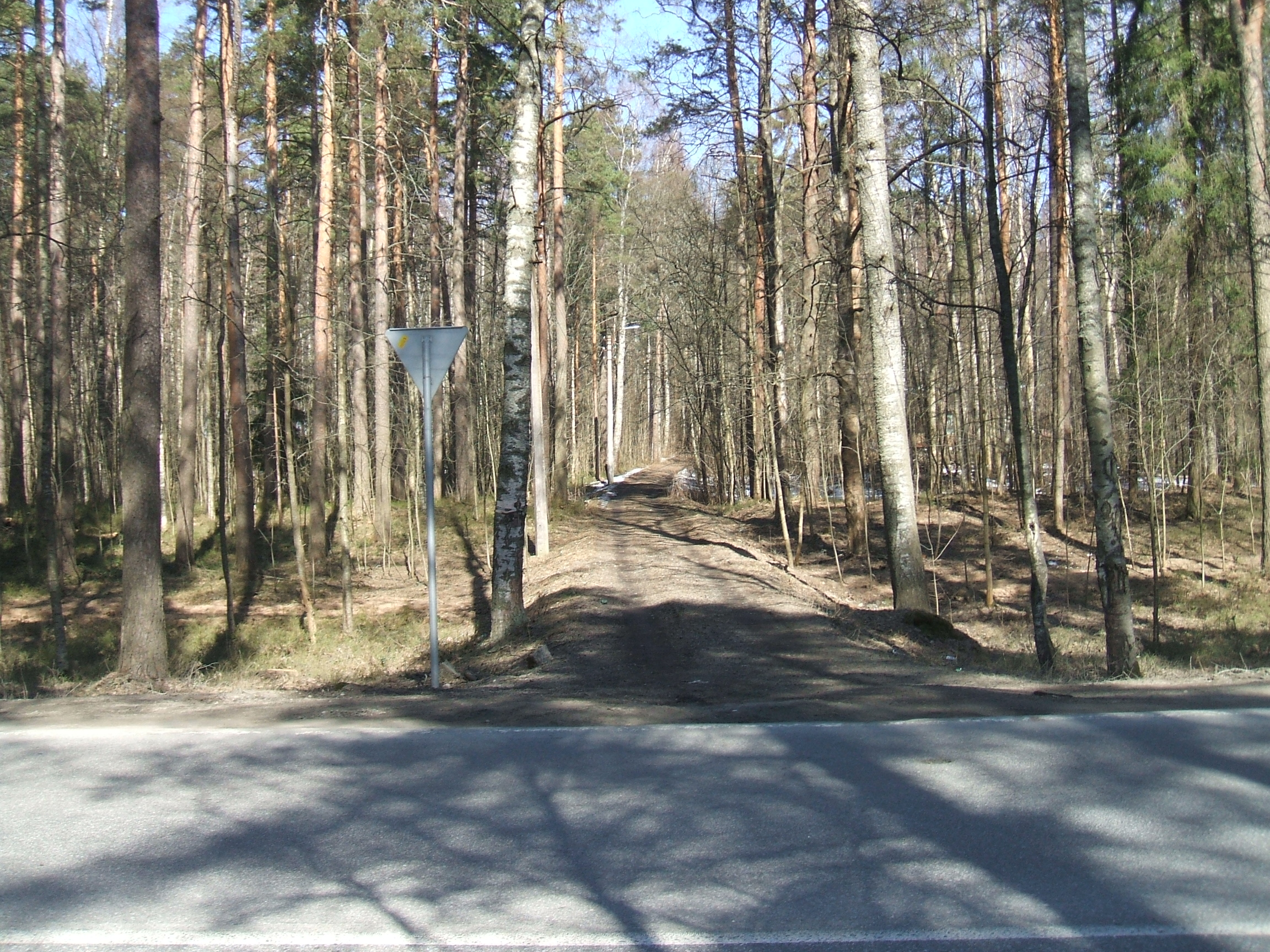
Граница между Серово и Ушково
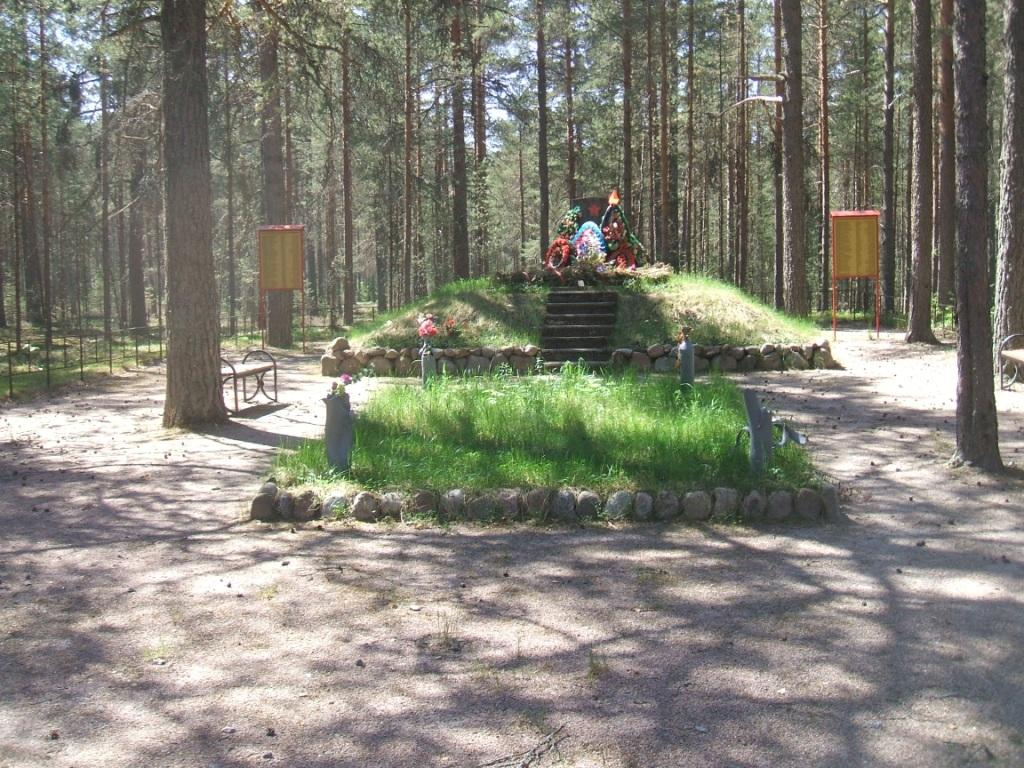
Братская могила под п. Сосновая Поляна

Закрытое училище Олимпийского резерва № 1 (Рощинское шоссе, 9)
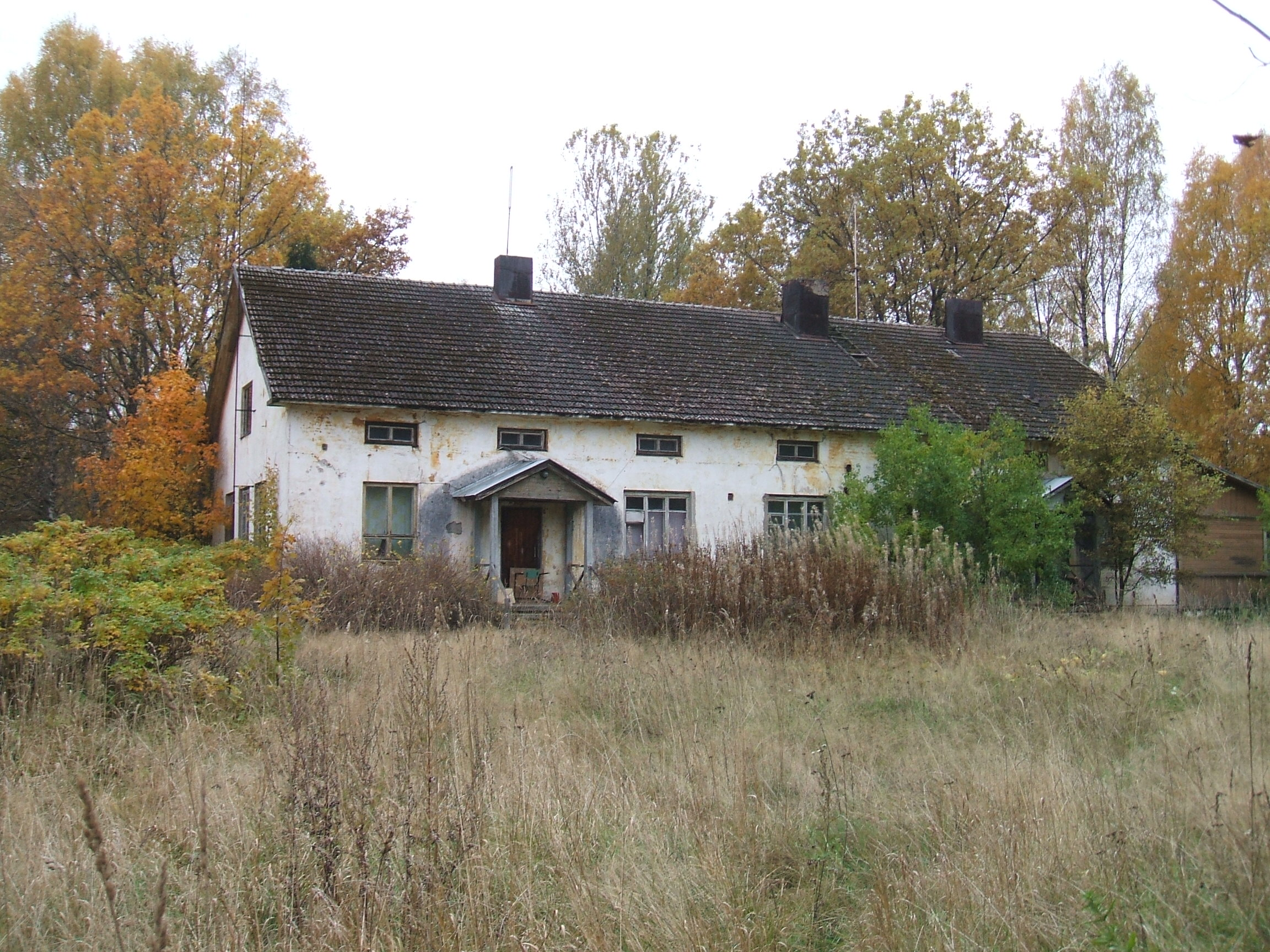
Корпус
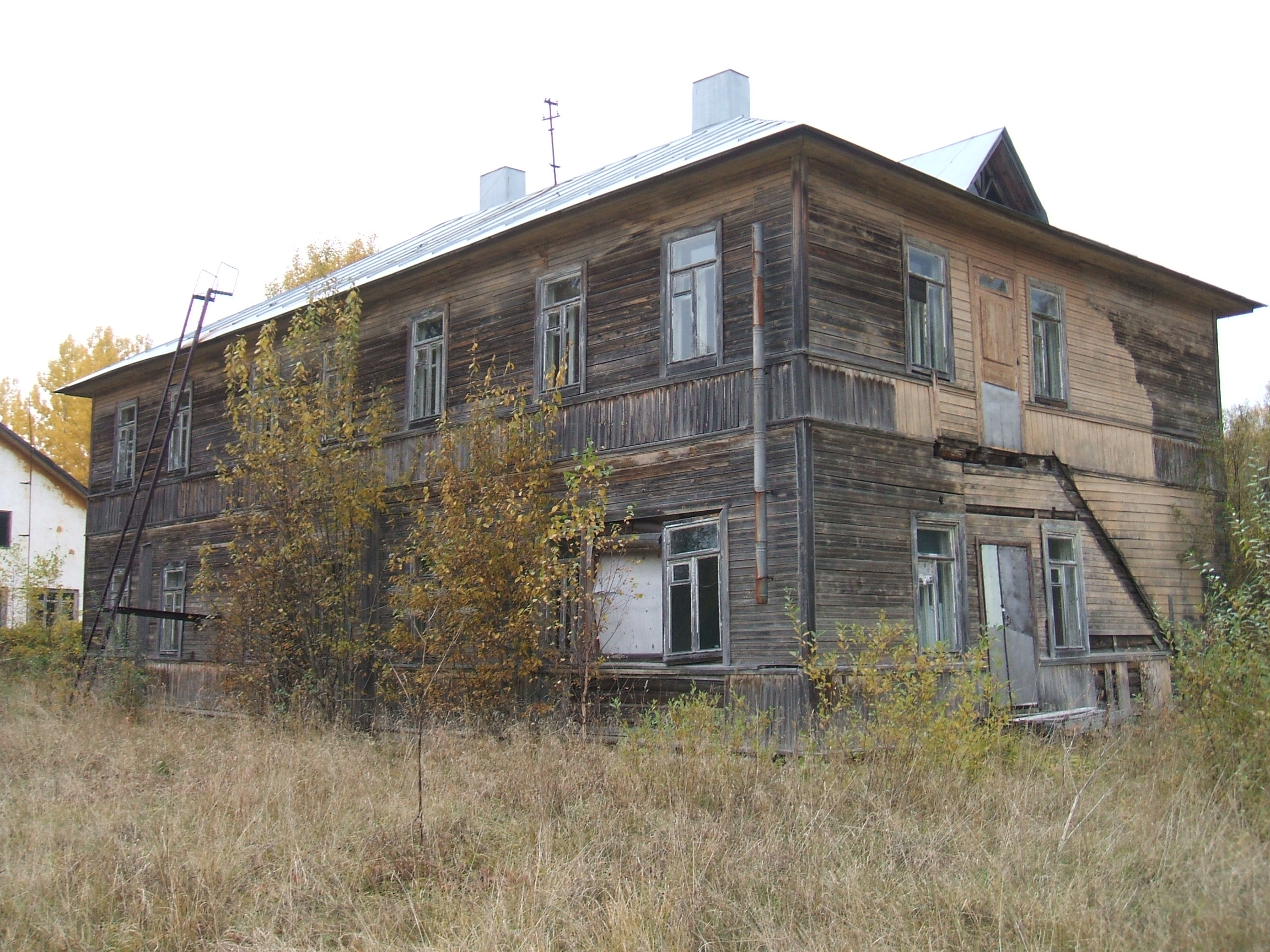
Вид на фасад корпуса
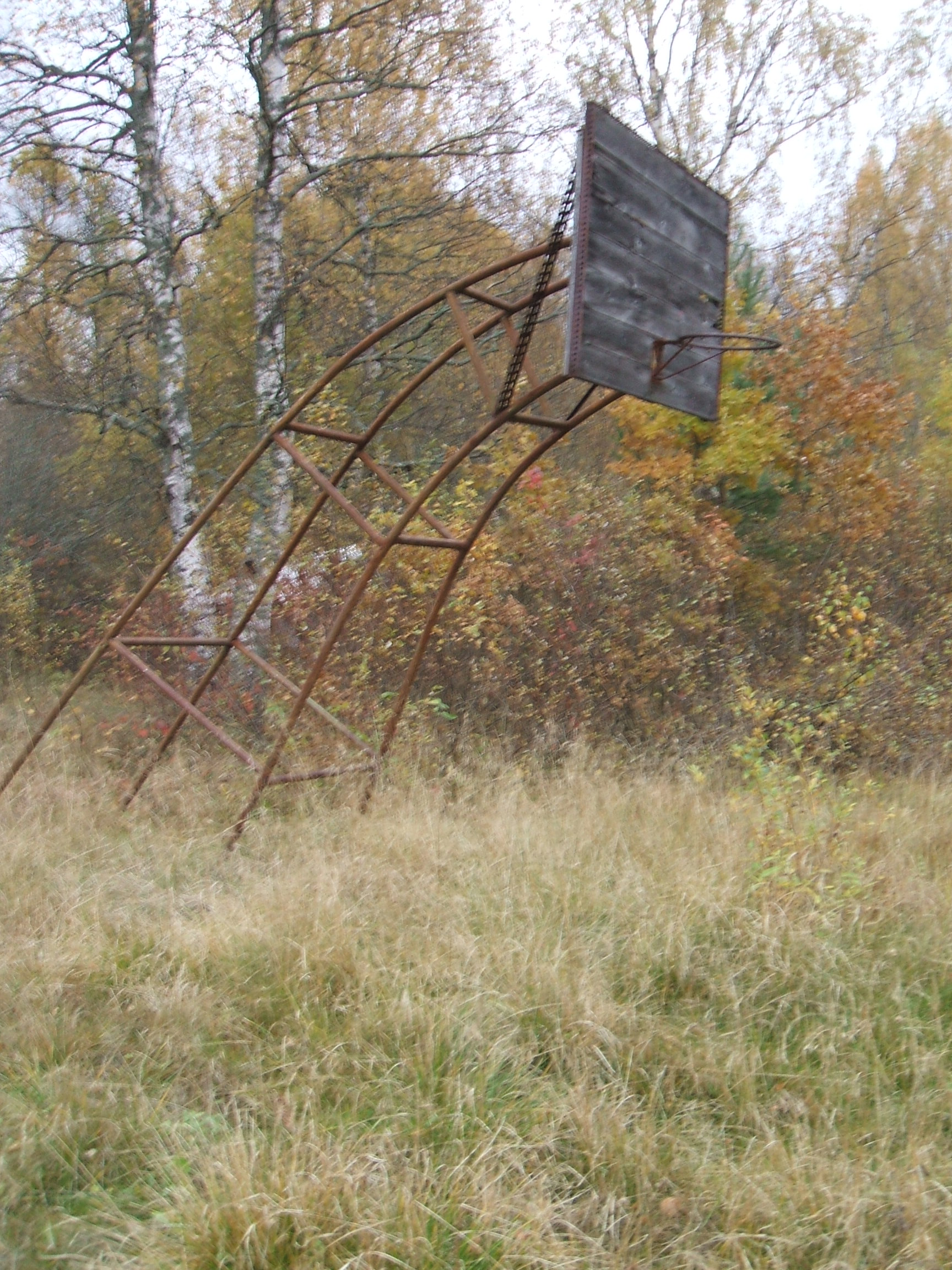
Стадион
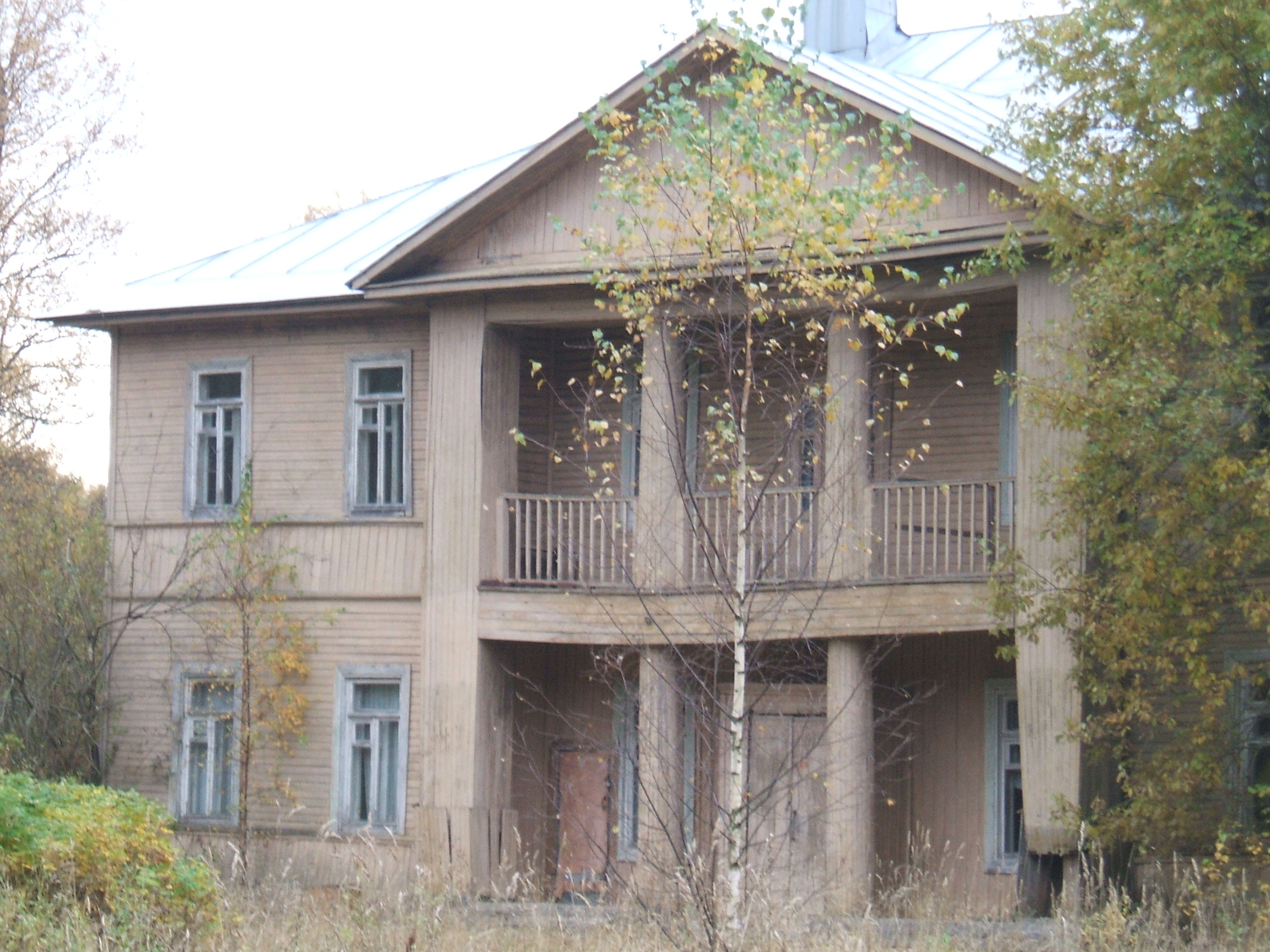
Вид на фасад

Закрытый детский оздоровительный лагерь «Серово» (Приморское шоссе, 644)
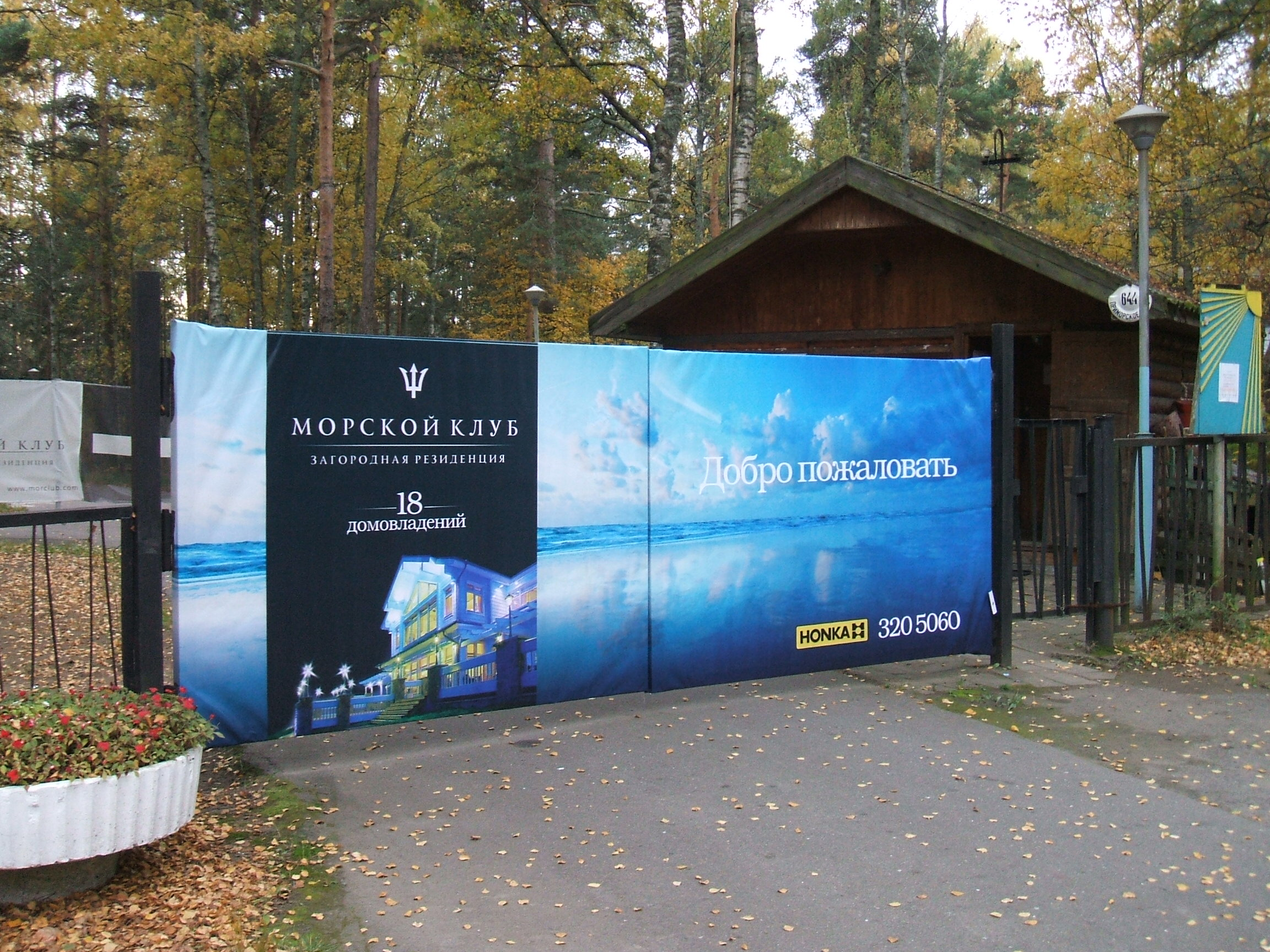
Въездные ворота
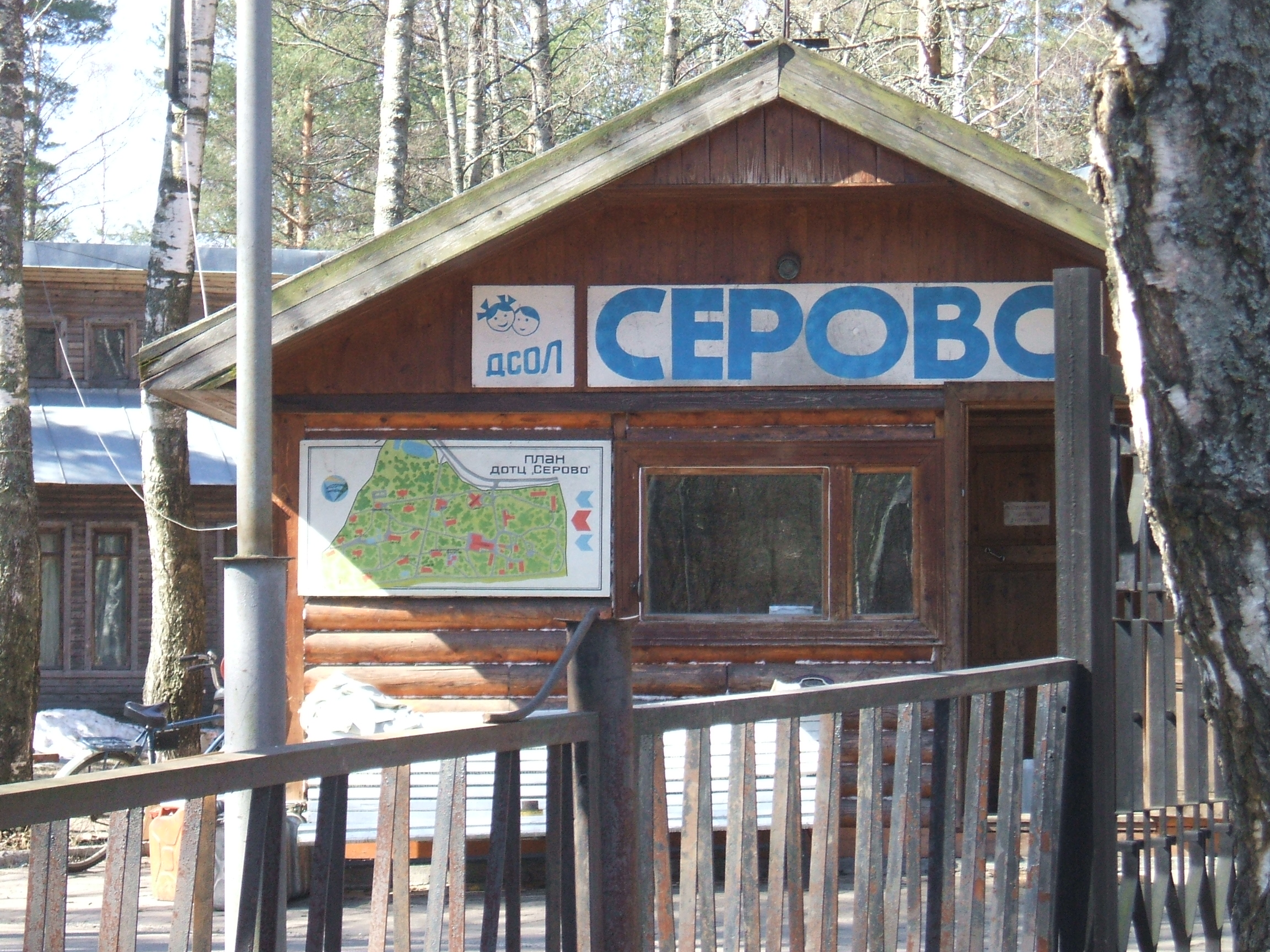
Корпус

- Спортивный комплекс «Луч» СПб ГАУ «Дирекция по управлению спортивными сооружениями»<ref>СПОРТИВНЫЙ КОМПЛЕКС ЛУЧ. Дирекция по управлению спортивными сооружениями. Дата обращения: 29 марта 2023.</ref> (Лесная улица, 9)
- Ворота
- Стадион
- Корпус
- Эмблема

- Закрытый детский оздоровительный лагерь «Океан» (Рощинское шоссе, 16)
- Якорь
- Корпус
- Стела